# Do You Read Me
Do You Read Me è un celebre brano musicale del chitarrista e cantautore irlandese Rory Gallagher, pubblicato nel 1976 nell'album Calling Card.